# 本杰明·韦斯特
本傑明·韋斯特PRA（Benjamin West，1738年10月10日—1820年3月11日），出生于英属宾夕法尼亚省的英格兰画家，以繪製歷史畫和美國獨立戰爭場景知名。曾擔任英國皇家艺术研究院第二任院長。英國皇室曾授予他騎士頭銜，但被韋斯特本人拒絕。

## 生平

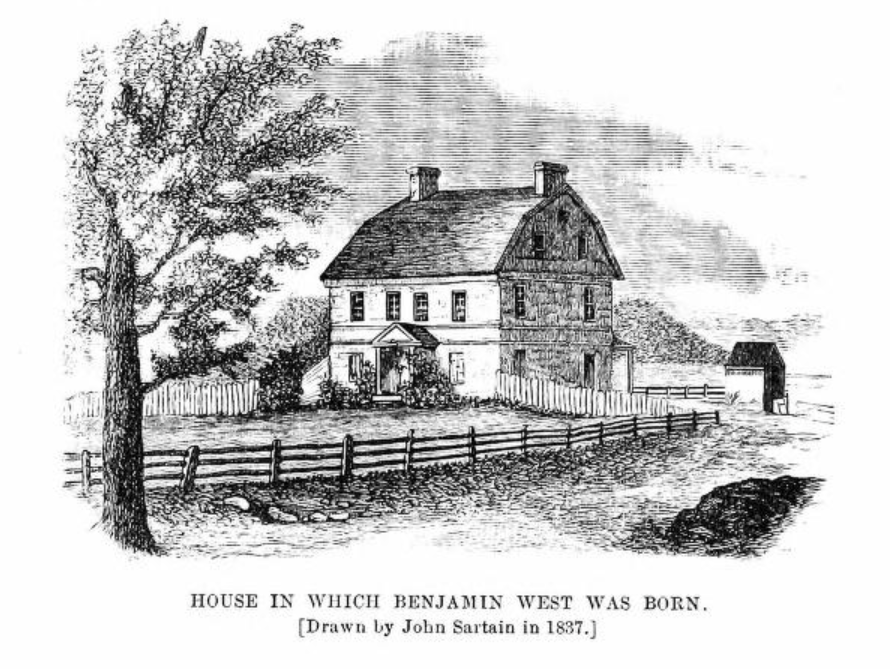
本傑明·韋斯特故居

本傑明·韋斯特出生于英属宾夕法尼亚省特拉華縣的春田镇（Springfield），现其出生地位于斯沃斯莫爾學院校园内。他的父亲是一位旅店老板，他是其父的第10个孩子。一家人后来移居同县的牛顿广场（Newtown Square），继续经营酒馆生意，其父的广场酒馆（Square Tavern）至今还保留在那里。按他自述，美国原住民曾教给他如何用河岸的泥土混合熊油作画，由于从小缺乏正规教育，即使在他当上皇家艺术研究院长后，还经常出现拼写错误。
从1746年至1759年，他一直在宾州为人绘制肖像。1756年，在他的顾主鼓励下，他完成了一幅《苏格拉底之死》，被评价为“美洲殖民地最大胆和有意思的画作”。当时费城学院的院长看到这幅画后决定从资金和教育上帮助他，并帮他引见了当时从英国来的画家，并学到了如何表现绸缎的闪光，和当时最时髦的将人物画成大杏核眼。
1760年，在他的恩主和院长赞助下，他到意大利旅行，他得以临摹提香和拉斐尔等著名画家的作品，因此技法有很大的提高。
本傑明·韋斯特和本杰明·富兰克林是好朋友，他曾为富兰克林画过像，富兰克林是他二儿子的教父。

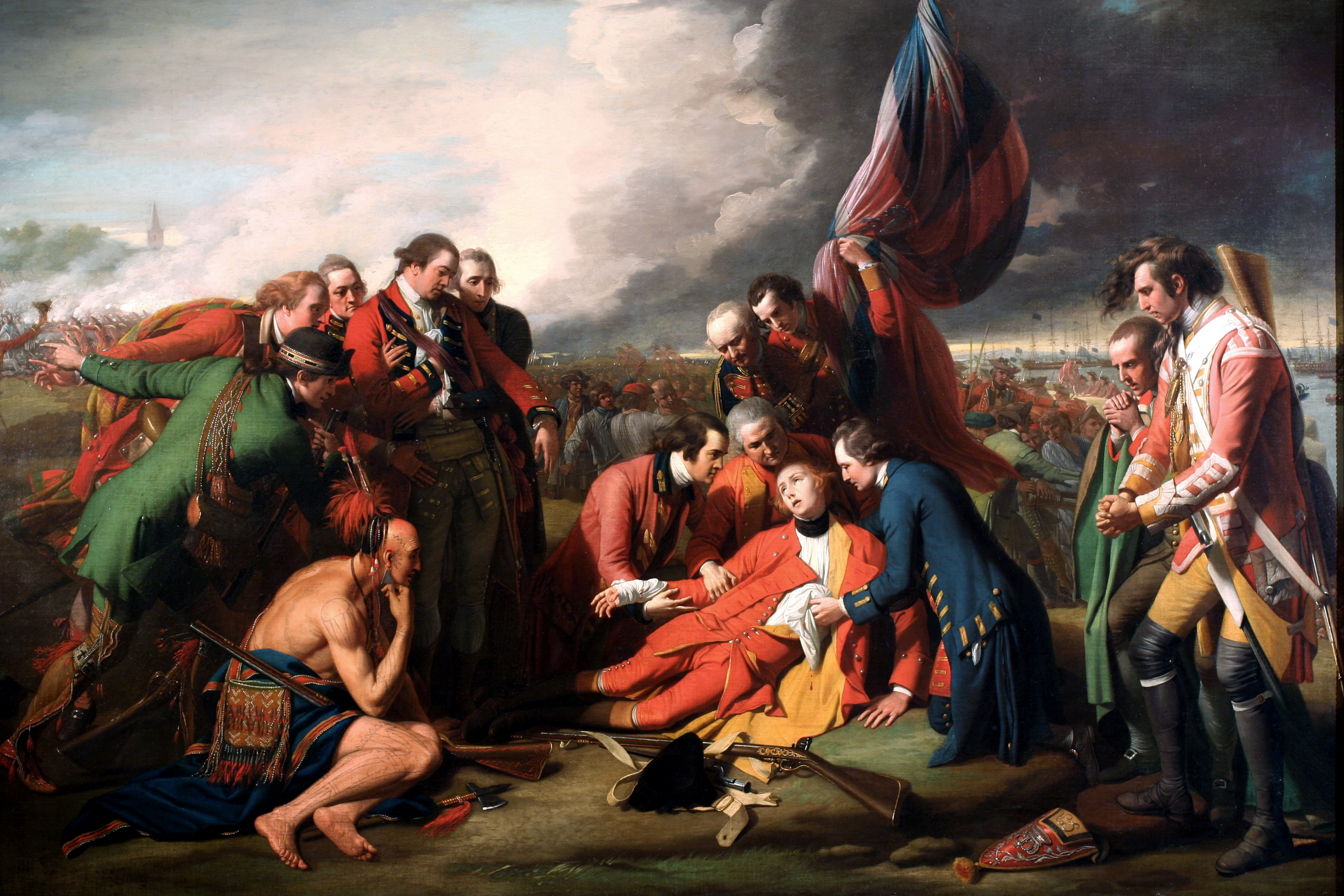
《乌尔夫将军之死》

1763年，本傑明·韋斯特到英国，为国王乔治三世画了两幅像，并为王室家族画像。1770年，创作了《乌尔夫将军之死》，于1771年在皇家艺术研究院展出，虽然被時任院长耻笑，但仍然是当时被复制最多的一幅画。
1772年，乔治三世任命他为宫廷历史画师，年薪1,000英镑。1768年，他帮助创建了皇家艺术研究院。从1792年到1805年，他接替約書亞·雷諾茲担任第二任皇家艺术研究院院长，1806年被选连任，直到去世。从1791年起，他担任“国王藏画视察员”直到去世。他在伦敦逝世。

## 风格
他绘制的历史画作场面宏伟，人物富于表情，使用颜色和构图有助于分辨不同的场景段落，他自己称之为“史诗般的表现”。